# Глоговаць (Копривницькі Бреґи)
Глоговаць (хорв. Glogovac) — населений пункт у Хорватії, у Копривницько-Крижевецькій жупанії у складі громади Копривницькі Бреґи.

## Населення
Населення за даними перепису 2011 року становило 924 осіб.
Динаміка чисельності населення поселення: